# IC 875
IC 875 је лентикуларна галаксија у сазвјежђу Велики медвјед која се налази на листи објеката дубоког неба у Индекс каталогу.
Деклинација објекта је + 57° 32' 24" а ректасцензија 13h 17m 7,5s. Привидна величина (магнитуда) објекта IC 875 износи 12,8 а фотографска магнитуда 13,8. Налази се на удаљености од 41,5 милиона парсека од Сунца. IC 875 је још познат и под ознакама UGC 8355, MCG 10-19-59, MK 249, CGCG 294-30, NPM1G +57.0160, PGC 46263.